# Ши, Кайли
Ка́йли Ши Льюаллен (известна как Кайли Ши, род. 6 мая 1986, Лос-Анджелес, Калифорния) — американская профессиональная балерина. Бывшая солистка театра Spectrum Dance.

## Биография
Кайли Ши Льюаллен родилась 6 мая 1986 года в Лос-Анджелесе, штат Калифорния. Она младшая сестра Скотта Льюаллена, актёра и соучредителя Grindr. Она начала заниматься классическим балетом, когда ей было восемь лет, в Dance Peninsula Ballet. Кайли была членом танцевальной команды своей старшей школы, будучи капитаном в младших и старших классах. Она переехала в Сиэтл, где четыре года была солисткой Spectrum Dance Theater. Позже она ушла с классической сцены и вернулась в Лос-Анджелес, чтобы продолжить карьеру коммерческой танцовщицы.
Кайли Ши снялась в американском телесериале Glee и в музыкальном видео Бруно Марса «Gorilla» как танцовщица. Она также выступала вживую с Марсом, Арианой Гранде и Адамом Ламбертом. В мае 2018 года она снялась в музыкальном клипе Kygo и Miguel под названием «Remind Me to Forget».
В июне 2016 года Ши основала #PointeChronicles, проект балетной импровизации в социальных сетях. В феврале 2018 года она говорила о важности бодипозитива в танцевальной индустрии.
Кайли Ши — автор детской книги «Спаси слёзы для сцены». Также, она создатель и дизайнер линии нижнего белья F \ 'Lingerie.
Кайли Ши танцевала с Робом МакЭлхенни в серии «Мак находит свою гордость» тринадцатого сезона американского ситкома «В Филадельфии всегда солнечно».